# Amusement
Amusement, conocida en español bajo los títulos Diversión mortal, Siniestro y Amusement: El juego del mal, es una película de terror estadounidense de 2008 dirigida por John Simpson y protagonizada por Katheryn Winnick, Laura Breckenridge y Jessica Lucas. La película fue lanzada directo a vídeo en enero de 2009. Fue la última película que distribuida por Picturehouse Entertainment antes de su cierre en 2008 y relanzamiento en 2013.

## Argumento

### Prólogo
Durante los créditos iniciales se muestra a cuatro niños de la Primaria Briar Hills, tres niñas (Tabitha, Lisa y Shelby) y un niño sin identificar, fabricando dioramas como una tarea escolar. El muchacho, intentado divertir a sus compañeras, les muestra su trabajo, que ha hecho con animales muertos y destripados. Esto despierta el rechazo de las tres, pero mientras Lisa y Shelby muestran abiertamente su rechazo, Tabitha se muestra más diplomática con el joven a pesar de su desagrado.
Posteriormente se muestra un collage de imágenes de las tres muchachas a medida que crecen junto a fragmentos de sus anuarios donde son señaladas con un gran potencial de "tener éxito, ser famosa y brillar" respectivamente. En contraste a las imágenes del anuario, se muestran los informes psiquiátricos del chico, señalado extraoficialmente como The Laugh (La Risa), donde se diagnostica que está fuertemente perturbado psicológicamente y es extremadamente peligroso, por lo que actualmente está internado.

### Shelby
Shelby y su novio Rob viajan en su auto de noche por la carretera, un tráiler se les pone adelante y comienza a guiarlos, formando así, un convoy junto a una camioneta detrás de ellos. Más adelante llegan a una estación de servicio donde se detienen y conocen al hombre que conduce la camioneta, quien les comenta que van al mismo destino. Shelby nota que en el camarote del trailer hay una chica, lo cual le parece extraño. El camionero les avisa que en la carretera principal hay un embotellamiento, señalando que conoce un camino más corto y pueden seguirlo si quieren. 
El convoy sigue su camino y Shelby nuevamente ve a la joven en el camarote, esta vez mostrando un letrero que dice "ayúdenme", después la chica cae del camión sobre su parabrisas por lo que la pareja y el conductor de la camioneta se detienen para ayudarla. Rob intenta seguir en su auto al tráiler para tomar la matrícula pero no lo consigue; de regreso accidentalmente choca su auto y posteriormente encuentra tirado al conductor de la camioneta, quien le dice que el camionero lo atacó y se ha llevado a ambas chicas. 
Ambos conducen tras el rastro del trailer llegando a una casa aislada; el conductor decide ir a investigar, pidiendo a Rob que se quede en el coche. En el interior el camionero informa por teléfono sobre la fuga de la muchacha en el camarote, descubriéndose que en realidad es el padre de la joven y ella es una adicta que intentaba escapar del camión porque la llevaba a internar en un centro de rehabilitación; mientras tanto, Rob descubre que Shelby y la hija del camionero están atadas y amordazadas en la camioneta.
El conductor de la camioneta asesina al camionero con un mazo de construcción y luego se acerca a la camioneta; Rob intenta huir solo para descubrir que faltan las llaves. El conductor de la camioneta le muestra las llaves mientras le dice: "Escogiste el convoy equivocado", tras lo cual rompe la ventanilla y asesina a Rob con el mazo mientras ríe de forma enfermiza. 

### Tabitha
La historia continua con Tabitha, quien llega a casa de sus tíos y descubre que June, la niñera, se ha ido y ha dejado solos a los niños, por lo que ella se encarga de cuidar, mandar a dormir y arropar a sus primos. Mientras descansa, alguien vistiendo un impermeable negro que le cubre el rostro golpea a la puerta y pregunta por June explicando ser Owen, su novio, quien la busca ya que se ha ausentado de sus actividades, a lo que Tabitha responde tampoco esta allí, por lo que Owen le pide que le avise que la está buscando si regresa.
Tabitha se dispone a dormir en el cuarto de huéspedes, descubriendo que ha sido decorado con juguetes de payaso y se asusta especialmente de un muñeco de payaso de tamaño real sentado en la mecedora. Tras dormir un rato la despierta una llamada de su tía preguntando por los niños, teniendo una conversación normal hasta que Tabitha menciona al enorme payaso y su tía explica que no hay un muñeco así en la casa; Tabitha se da cuenta de que el payaso ha desaparecido, comprendiendo que se trata de una persona disfrazada, por lo que busca a los niños para escapar, quienes señalan que el payaso es Owen. 
Tabitha logra bajar a salvo por la ventana a los niños, logrando ella misma saltar justo antes de que Owen la alcance; desorientada, corre a esconderse en el cobertizo del jardín, descubriendo allí el cadáver de June justo antes de que el payaso la encuentre, mientras la risa de éste revela que es el mismo individuo que atacó a Shelby y Rob. 

### Lisa
Lisa está en un bar con su amiga Cat, quien se siente atraída por un chico que ve en el lugar, por lo que Lisa la alienta hasta que Cat termina por irse con él.
Cuando pasa demasiado tiempo sin saber de Cat, Lisa y Dan, su novio, van a un viejo hotel donde Cat dijo que estaría. Lisa intenta entrar, pero el cuidador, un hombre cuyo rostro está cubierto por una máscara facial, se niega a dejarla entrar, así que convence a Dan para que se haga pasar por un inspector de salud y registre el lugar. 
Incapaz de ponerse en contacto con Dan, Lisa se cuela en la casa y se encuentra con un hombre aparentemente sordo y aterrorizado, al que pide ayuda. La joven descubre que el asesino guarda cadáveres dentro de todas las camas, encontrando a Cat viva dentro de un colchón, pero cuando intenta liberarla, el hombre sordo la ataca y se revela como el cuidador, que no es más que The Laugh en otra de sus caracterizaciones.

### The Laugh
Tabitha está en una sala de interrogatorios de la policía, viva pero en estado de shock, por lo que no es capaz de responder las preguntas del policía que atiende el caso por lo que este se retira. Tabitha recuerda el incidente de los dioramas en su infancia, cuando ella, Shelby y Lisa eran amigas en Briar Hills. Luego, es interrogada por una psiquiatra que le pregunta sobre su conexión con ambas; la doctora menciona a un paciente que una vez tuvo y que estudió Briar Hills y luego informa a Tabitha que Lisa y Shelby también están allí para después salir a llamar por teléfono. 
Tabitha sale tras ella y descubre que no está en una comisaría y que la Psiquiatra ha sido asesinada por el policía que la interrogó, quien resulta ser The Laugh.
Huyendo al sótano, es atrapada tras un panel transparente en una habitación donde Shelby y Lisa permanecen atadas, amordazadas y desolladas vivas de forma similar a los animales del diorama de The Laugh. El asesino aparece e inicialmente se burla de ella amenazando con torturar y matar a sus dos amigas, pero luego revela que solo era una broma y ambas están ilesas, ya que la piel abierta es solo una prótesis de utilería.
Esto horroriza a Tabitha, lo que a su vez frustra a The Laugh, quien decide matar a Shelby en desquite. Tabitha, comprendiendo que al igual que en su infancia, lo que el hombre realmente desea es ganar su atención, finge reírse de la broma, por lo que él abre la pared de vidrio y ella aprovecha para herirlo en el cuello y huir con sus amigas. 
Mientras escapan, Lisa y Shelby son asesinadas, Tabitha sube una escalera que conduce a un cobertizo, escondiéndose en una habitación donde The Laugh guarda los accesorios que utilizó para secuestrarlas. El asesino la observa por una mirilla y revela que ella está en la parte trasera de un camión estacionado en la casa donde murió Rob.
Después de conducir el camión una corta distancia, The Laugh se estaciona y mira nuevamente a Tabitha, quien aprovecha para usar una de las armas del lugar y lo mata apuñalando su cara a través de la mirilla.

### Epílogo
Tabitha arranca el camión y se aleja, narrando cómo ella y sus amigos se habían burlado del asesino en su infancia, pensando que era una broma y cuando lo enviaron lejos para ser internado se habían olvidado por completo de él, pero él nunca los olvidó. Luego comenta que, a pesar de que todo ha terminado, no puede quitarse la risa de su cabeza.

## Reparto
- Keir O'Donnell como The Laugh.
- Katheryn Winnick como Tabitha Wright.
- Laura Breckenridge como Shelby Leds.
- Jessica Lucas como Lisa Swan.
- Tad Hilgenbrink como Rob.
- Reid Scott como Dan.
- Rena Owen como la psiquiatra.
- Kevin Gage como Tryton.
- Brennan Bailey como Danny.
- Preston Bailey como Max.
- Shauna Duggins como la chica en el camión.
- Fernanda Dorogi como Cat.
- Eyad Kurd-Misto como Laugh (joven).
- Karley Scott Collins como Tabitha (joven).
- Jadin Gould como Shelby (joven).
- Alisha Boe como Lisa (joven).

## Producción
La película fue producida por Macari/Edelstein, New Line Cinema and Picturehouse Entertainment.

## Lanzamiento
Amusement originalmente estaba programada para llegar a los cines en enero de 2008, pero se retrasó hasta el 25 de abril y luego nuevamente hasta el 12 de septiembre. Se retrasó una vez más hasta el 26 de diciembre de 2008, pero Warner Bros. finalmente decidió estrenarlo directamente a video el 20 de enero de 2009. Posteriormente fue lanzada en DVD en Australia el 5 de febrero de 2009 y el 23 de marzo de 2009 en Reino Unido.

## Recepción
Bloody-Disgusting.com, que vio una proyección temprana de la película, la calificó de "desastrosa". 
Andrew Smith de Popcorn Pictures.com otorgó a Amusement una puntuación de dos sobre diez; en su reseña, Smith señaló que, aunque la película tenía altos valores de producción y tenía una actuación razonable; su guion incomprensible y personajes incompetentes estaban detrás de la mala calidad de la película. 
Sarah Law de GorePress.com criticó la dirección blanda de la película, la falta de sustos, la historia incoherente y el guion espantoso.